# Brasiliopuntia brasiliensis

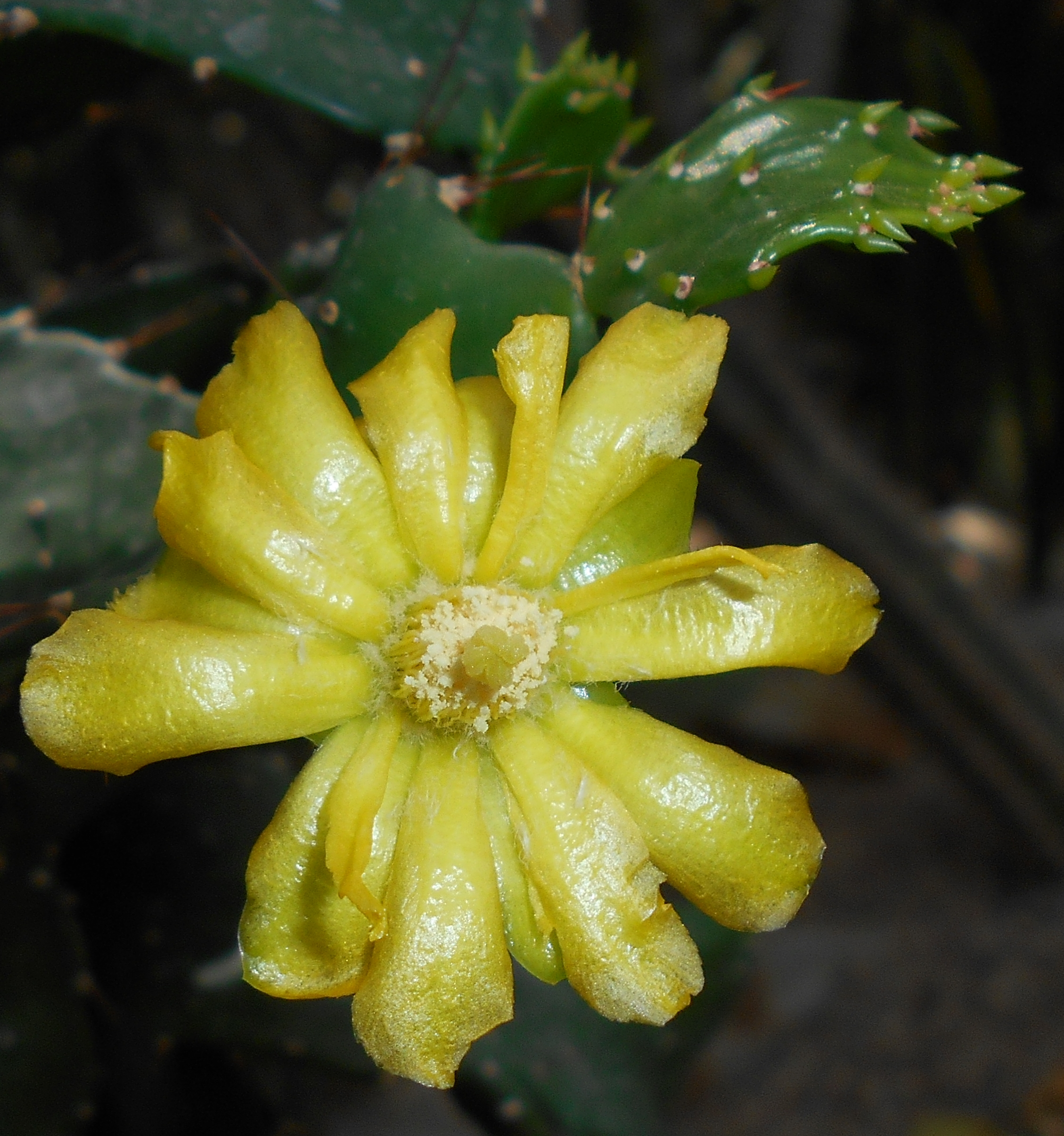
Blüte

Brasiliopuntia brasiliensis ist die einzige Pflanzenart der Gattung Brasiliopuntia in der Familie der Kakteengewächse (Cactaceae). Der botanische Name der Gattung und das Artepitheton brasiliensis verweisen auf den ursprünglichen Fundort in Brasilien. Trivialnamen sind „Urumbeba“, „Mumbeca“, „Mumbebo“, „Facho de Renda“, „Palmatória Grande“, „Palmatória do Diabo“, „Ambeba“, „Arumbeva“, „Gerumbeba“, „Jurubeba“ und „Xiquexique de Sertáo“.

## Beschreibung
Die aufrechte, baumartige Brasiliopuntia brasiliensis erreicht eine Wuchshöhe von 20 Metern (oder mehr). Sie hat einen ausgeprägten, bedornten Stamm. Die Zwischensegmente sind zylindrisch und 20 bis 100 Zentimeter lang. Die hell- bis dunkelgrünen Endsegmente sind rhomboid bis eiförmig, von ungleicher Gestalt, an der Basis schmal und bringen blattähnliche Sprossen oder Flachsprosse hervor. Die fleischigen, hellgrünen Laubblätter sind klein und fallen bald ab. Die Areolen haben weiße Haare und bekommen später Glochiden. Die 1 bis 3 Dornen, die auch fehlen können, sind dünn, rötlich und bis zu 15 Millimeter lang.
Die gelben Blüten erscheinen nahe der Spitze oder endständig an den dünnfleischigen Segmenten oder aus dem Perikarpell alter Blüten, öffnen sich am Tag und sind bis zu 6 Zentimeter lang. Zwischen der Blütenhülle und den Staubblättern befinden sich haarähnliche Staminodien.
Die kugel- bis birnenförmigen bis länglichen, fleischigen Früchte sind gelb, orangerot, rot oder purpurn, haben einen Durchmesser von 3 bis 4 Zentimeter und tragen auffallende Büschel dunkelbrauner Glochiden. Sie enthalten 1 bis 5, sehr große (6,5 bis 10 Millimeter), dicke, scheibenartige, seitlich zusammengedrückte, wollige Samen.

## Systematik, Verbreitung und Gefährdung
Brasiliopuntia brasiliensis ist in Südamerika weit verbreitet und kommt in Brasilien, Paraguay, Ost-Bolivien, Peru und Nord-Argentinien vor. An verschiedenen Orten, beispielsweise Florida, ist die Art eingebürgert.
Karl Moritz Schumann beschrieb 1898 die Gattung als Untergattung der Opuntien. Bereits Nathaniel Lord Britton und Joseph Nelson Rose zogen 1919 die Möglichkeit einer eigenständigen Gattung in Betracht. Alwin Berger erhob die Art 1926 schließlich in den Rang einer eigenständigen Gattung. Die Erstbeschreibung der Art als Cactus brasiliensis erfolgte 1814 durch Carl Ludwig Willdenow. Ein nomenklatorisches Synonym ist Opuntia brasiliensis (Willd.) Haw. (1819). 
Zeitweise wurde, nach genetischen Daten von 2014, die Art Salmonopuntia schickendantzii der Gattung zugeordnet, dies wurde 2021 korrigiert.
Brasiliopuntia brasiliensis wird in der Roten Liste gefährdeter Arten der IUCN als „Least Concern (LC)“, d. h. nicht gefährdet eingestuft.

## Nachweise